# Kärcher
Alfred Kärcher GmbH & Co. KG. es un fabricante alemán de sistemas de limpieza, popular por sus hidrolimpiadoras.

## Gama de productos
Kärcher se puede dividir en dos categorías de productos: uso diario, uso profesional. Kärcher fabrica productos como:
Por ejemplo, para el hogar y el jardín, Karcher ofrece:
- Limpiadoras De Alta Presión
- Limpiadora Portátil
- Limpiadora De Patios Y Terrazas
- Barredoras
- Aspiradora
- Aspiradores Multifuncionales
- Robot Aspirador
- Escoba Eléctrica
- Limpiadoras De Vapor
- Centro De Planchado
- Limpiadora De Vapor Con Aspiración
- Limpiadoras De Ventanas Con Batería
- Bombas De Jardín
- Sistemas De Riego
- Limpieza De Suelos
- Maquinaria De Jardín
- Rascador De Hielo

## Historia
El inventor Alfred Kärcher de Baden-Württemberg fundó la compañía en 1935. Inicialmente Kärcher se especializó en el diseño de elementos de calefacción industrial sumergibles, como por ejemplo fusionadores de sal que se calentaban con calentadores en inmersión. Después de un gran número de experimentos, produjeron un horno de calcinación para aleaciones, denominado “Kärcher Salt-Bath Furnace”. Se vendieron 1.200 unidades hasta 1945.
La compañía está en manos de la familia y tiene su sede en Winnenden, cerca de Stuttgart, está representada en 160 países y tiene 38 filiales en todo el mundo, que venden equipamiento comercial para la limpieza así como equipamiento para el consumidor privado. Kärcher también utiliza su experiencia para diversos proyectos de restauración de monumentos culturales tales como la Puerta de Brandeburgo en Berlín, Alemania o el Monte Rushmore, en los Estados Unidos.
En algunos países como Alemania, España, Reino Unido, Francia, Polonia o México, Kärcher es también un término de uso coloquial usado como sinónimo de sistemas de limpieza que utilizan agua a alta presión.
Asimismo el grupo Alfred Kärcher adquiere varias fábricas de bombas de alta presión para posicionarse mejor en un rango industrial y profesional, adquiriendo Woma y Hawk-Leuco